# Parmortha pleuralis
Parmortha pleuralis är en stekelart som först beskrevs av Thomson 1873.  Parmortha pleuralis ingår i släktet Parmortha och familjen brokparasitsteklar. Arten är reproducerande i Sverige.

## Underarter
Arten delas in i följande underarter:
- P. p. arctica
- P. p. albomaculata
- P. p. signata